# KV3
KV3 (acronim de la King's Valley 3) este unul dintre mormintele Egiptului Antic aflate în Valea Regilor. Acest mormânt a aparținut unui fiu al lui Ramses al III-lea.